# Стефанія Марацінеану
Стефанія Марацінеану (рум. Ștefania Mărăcineanu, 18 червня 1882—1944) — румунська вчена-фізик.

## Біографія
З особистого життя вченої відомо лише, що її дитинство не було щасливим. Марацінеану здобула свій ступінь фізичних та хімічних наук у 1910 році та почала викладати в Центральній школі для дівчат в Бухаресті. Потім вона поїхала до Парижу, щоб проводити дослідження в Інституті радію разом з Марією Кюрі на період з 1919 по 1926 роки, де, крім того, здобула звання доктора філософії у 1924 році. В Інституті радію Марацінеану досліджувала період напіврозпаду полонію та вигадувала методи вимірювання альфа-розпаду. Завдяки цій діяльності вона переконалась, що радіонукліди можуть формуватись з атомів під впливом альфа-променів полонію; це спостереження у 1935 році принесе Нобелівську премію Ірен Жоліо-Кюрі. Вона також досліджувала можливість радіоактивності, викликаної сонячним промінням; в цій праці змагались й інші дослідники.
Марацінеану влаштувалась працювати до Паризької обсерваторії до 1930 року, після чого повернулась до Румунії та досліджувала зв'язок між радіоактивністю та дощем, і дощем та землетрусами. Вона померла у 1944 році, хоча точні дата й причина смерті досі невідомі.
Вона стверджувала, за підтримки Румунської наукової академії, що відкрила наведену радіоактивність та що заслуговує розділити Нобелівську премію з Ірен Кюрі, що, таким чином, привело до її ізоляції від іноземного наукового світу.